# Eclipse lunar de noviembre de 2022
| Eclipse total de luna 8 de noviembre de 2022                                            | Eclipse total de luna 8 de noviembre de 2022 |
| --------------------------------------------------------------------------------------- | -------------------------------------------- |
| Previo                                                                                  | Eclipse \| Eclipse total \| Saros            |
| Posterior                                                                               | Eclipse \| Eclipse total \| Saros            |
| Eclipse lunar total y Urano vistos desde la Prefectura de Aichi, Japón a las 11:04 UTC. |                                              |
| La Luna pasando de derecha a izquierda por el centro de la sombra de la Tierra.         |                                              |
| Gamma                                                                                   | 0.2570                                       |
| Magnitud                                                                                | 1.3589                                       |
| Saros                                                                                   | 136 (20 de 72)                               |
| Duración (h:min:s)                                                                      |                                              |
| Total                                                                                   | 01:24:58                                     |
| Parcial                                                                                 | 03:00:50                                     |
| Penumbra                                                                                | 05:53:51                                     |
| Contactos                                                                               |                                              |
| P1                                                                                      | 08:02:17 UTC                                 |
| U1                                                                                      | 09:09:12 UTC                                 |
| U2                                                                                      | 10:16:39 UTC                                 |
| Máximo                                                                                  | 10:59:08 UTC                                 |
| U3                                                                                      | 11:41:37 UTC                                 |
| U4                                                                                      | 12:49:03 UTC                                 |
| P4                                                                                      | 13:56:08 UTC                                 |

El martes 8 de noviembre de 2022 se produjo un eclipse lunar total. El limbo sur de la Luna pasó por el centro de la sombra de la Tierra. Ocurrió solo 5,8 días antes del apogeo (el apogeo es el 14 de noviembre de 2022), el diámetro aparente de la Luna fue más pequeño. El próximo eclipse lunar total tendrá lugar el 14 de marzo de 2025, y con una duración total de 5 segundos más que el eclipse anterior en mayo, lo superará como el eclipse lunar total más largo visible desde casi todos los Estados Unidos entre 1989 y 2029. Una ocultación lunar de Urano ocurrió durante el eclipse. Es el primer eclipse lunar total en el día de las elecciones en la historia de Estados Unidos. Algunos medios de comunicación se refirieron a este evento como «luna de sangre de castor».

## Visibilidad
El eclipse fue completamente visible sobre el Pacífico y la mayor parte de América del Norte. Se vio durante la salida de la Luna en Australia, Asia y en el extremo noreste de Europa, y durante la puesta de la Luna en América del Sur y el este de América del Norte.

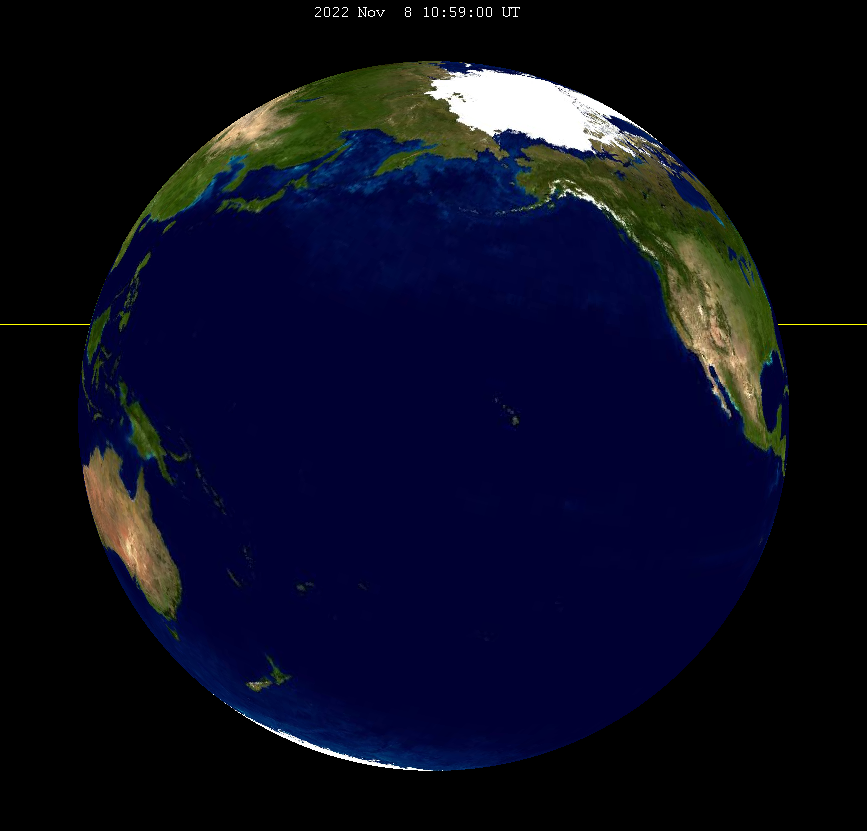
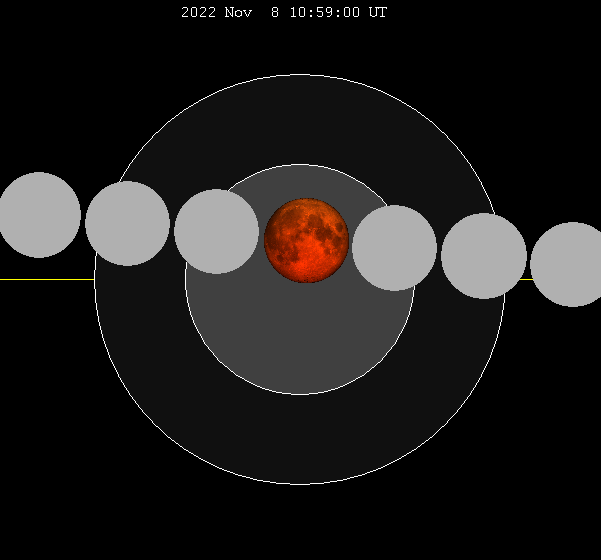
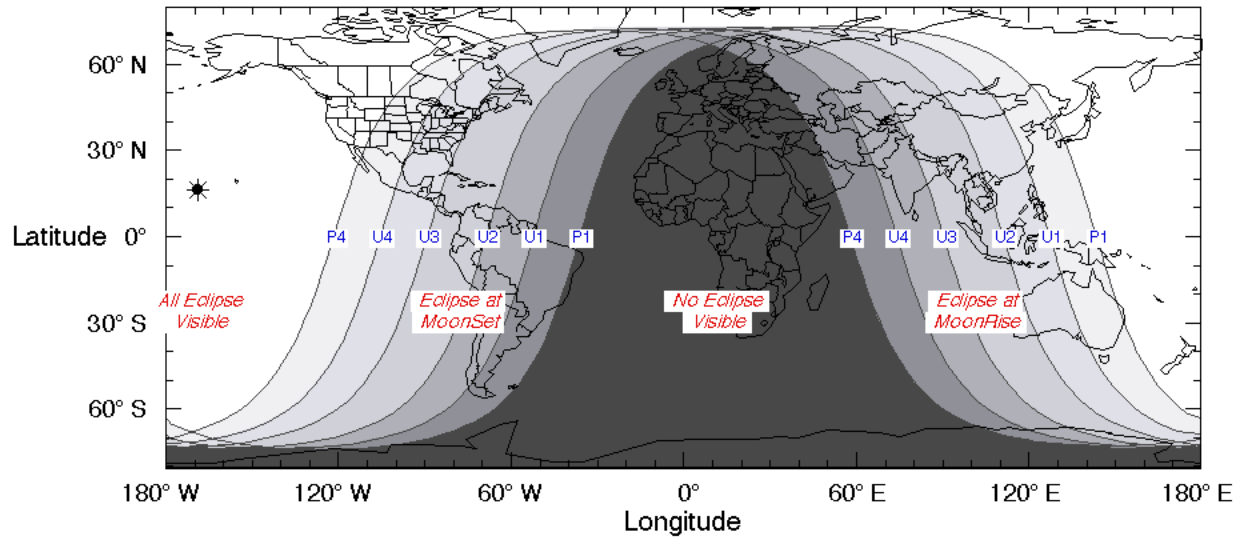

## Serie del año lunar

### Serie Saros
Este eclipse es parte del ciclo 136 de Saros y el primero de la serie que pasa por el centro de la sombra de la Tierra. La última aparición fue el 28 de octubre de 2004. La próxima aparición ocurrirá el 18 de noviembre de 2040.

### Medio ciclo de saros
Un eclipse lunar es precedido y seguido por eclipses solares por 9 años y 5,5 días (medio saros). Este eclipse lunar está relacionado con dos eclipses solares híbridos de Saros solar 143.

### Serie metónica
Este eclipse es el tercero de cinco eclipses lunares del ciclo metónico en la misma fecha, 8 y 9 de noviembre:
- Eclipse lunar metónico 1984-2041

El ciclo metónico se repite casi exactamente cada 19 años y representa un ciclo de Saros más un año lunar. Debido a que ocurre en la misma fecha del calendario, la sombra de la Tierra estará casi en el mismo lugar en relación con las estrellas de fondo.

### Serie tritos
- Precedido por: Eclipse lunar de diciembre de 2011, el 10 de dicho mes.
- Seguido por: Eclipse lunar de octubre de 2033, el 8 de dicho mes.

### Tzolkinex
- Precedido por: Eclipse lunar de septiembre de 2015, el 28 de dicho mes.
- Seguido por: Eclipse lunar de diciembre de 2029, el 20 de dicho mes.

## Galería

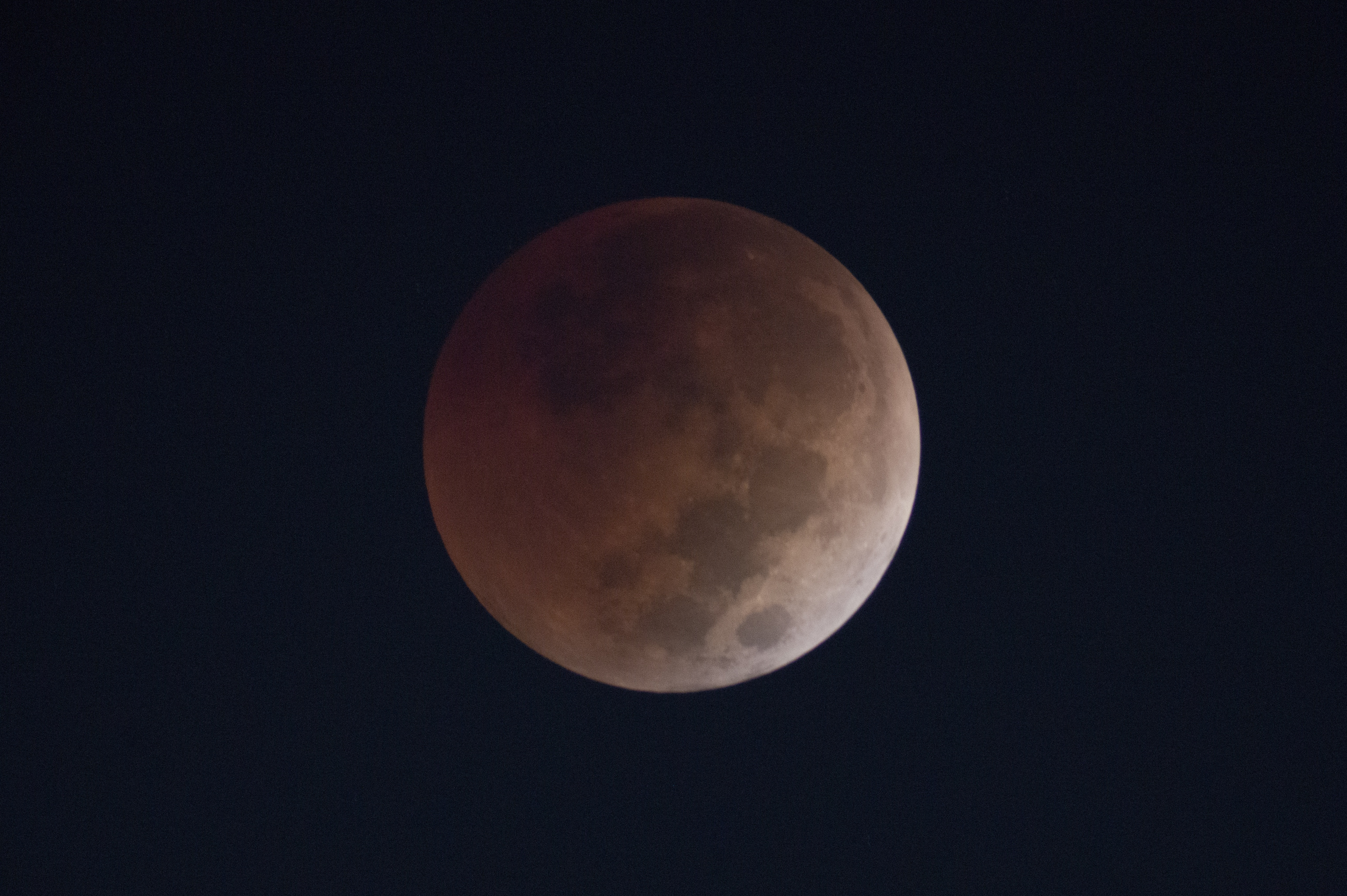
Miami, Florida, 10:27 UTC
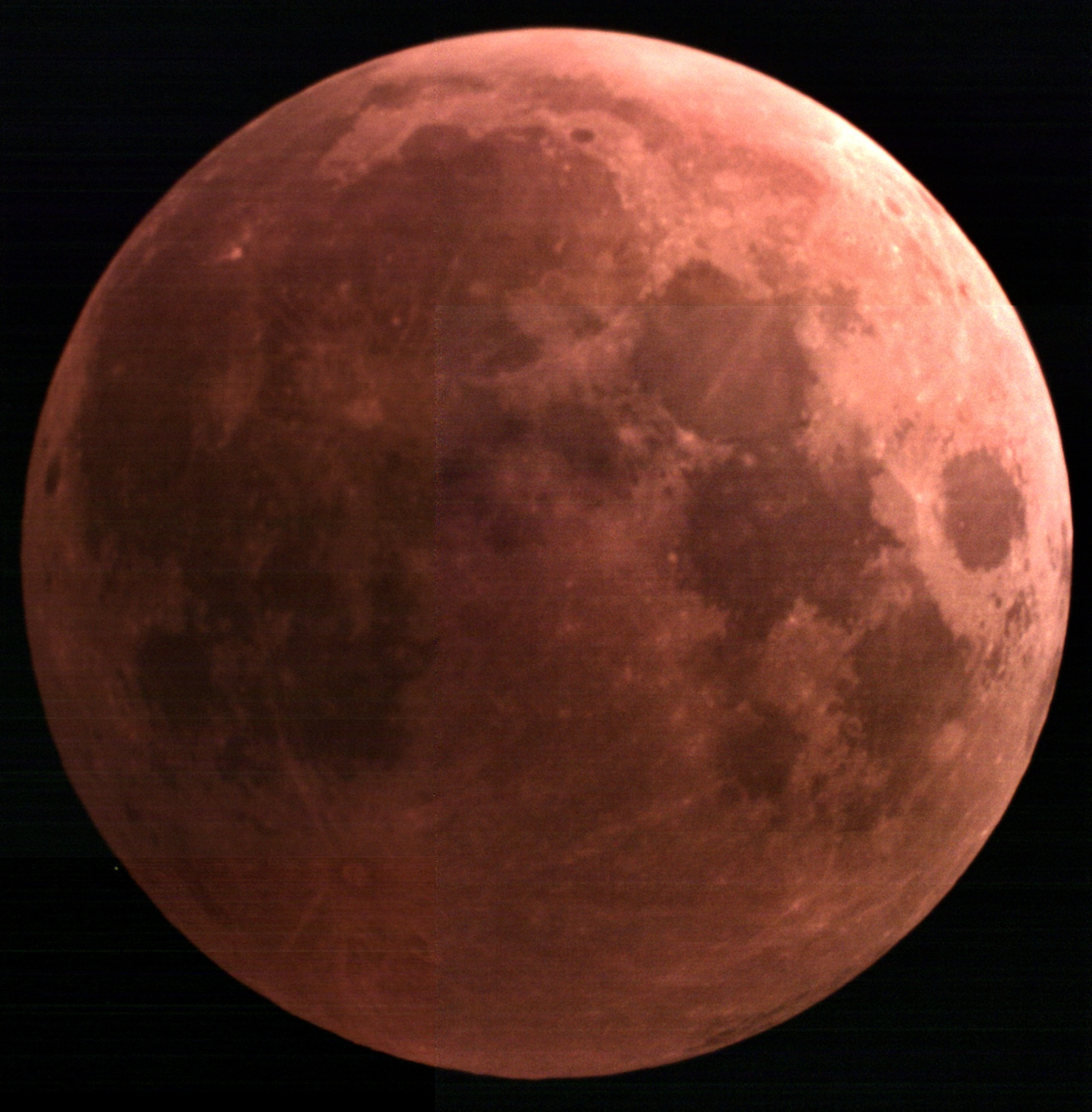
Merritt Island, Florida, ~10:30 UTC
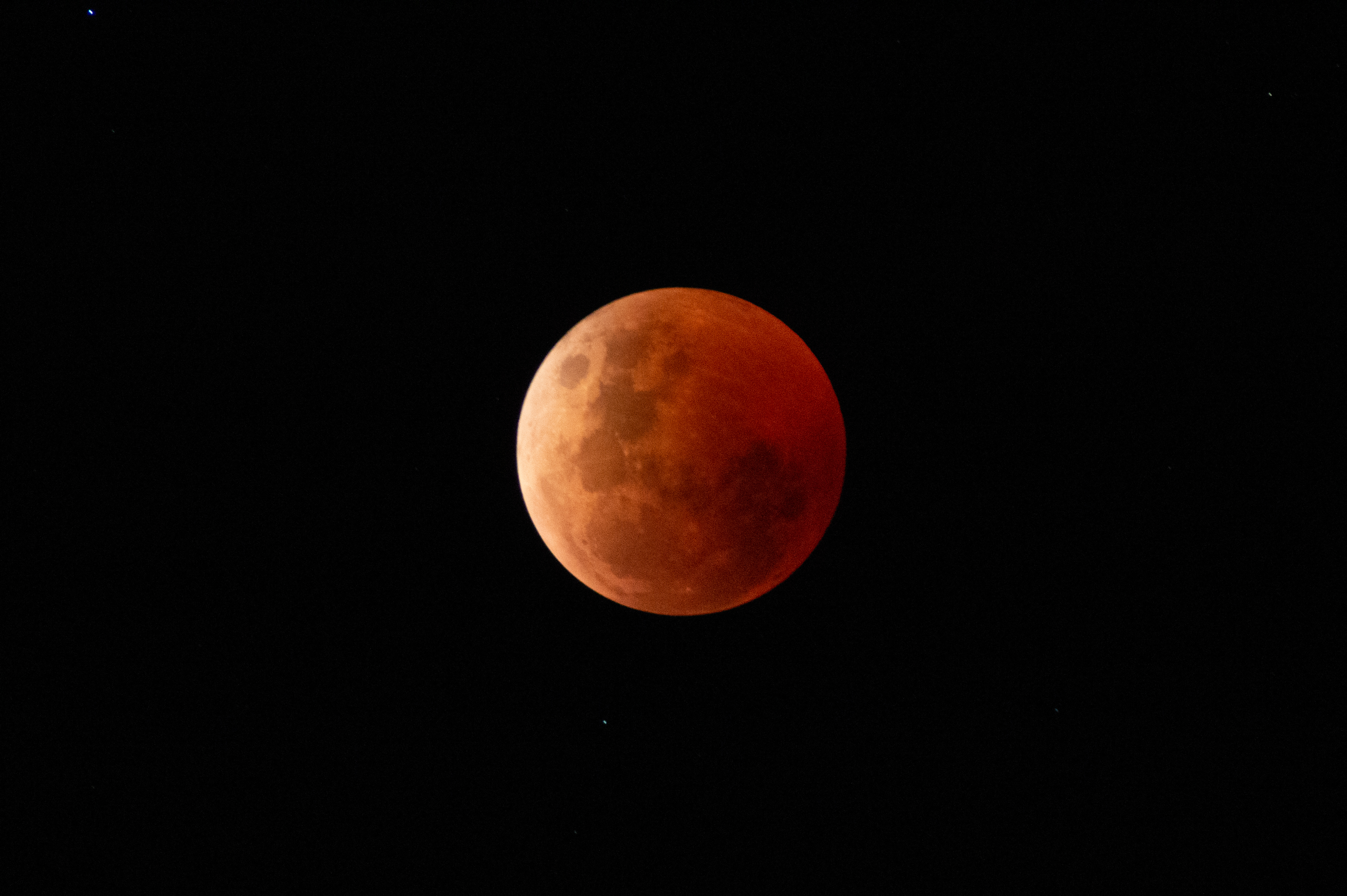
Canberra, Australia, 10:48 UTC
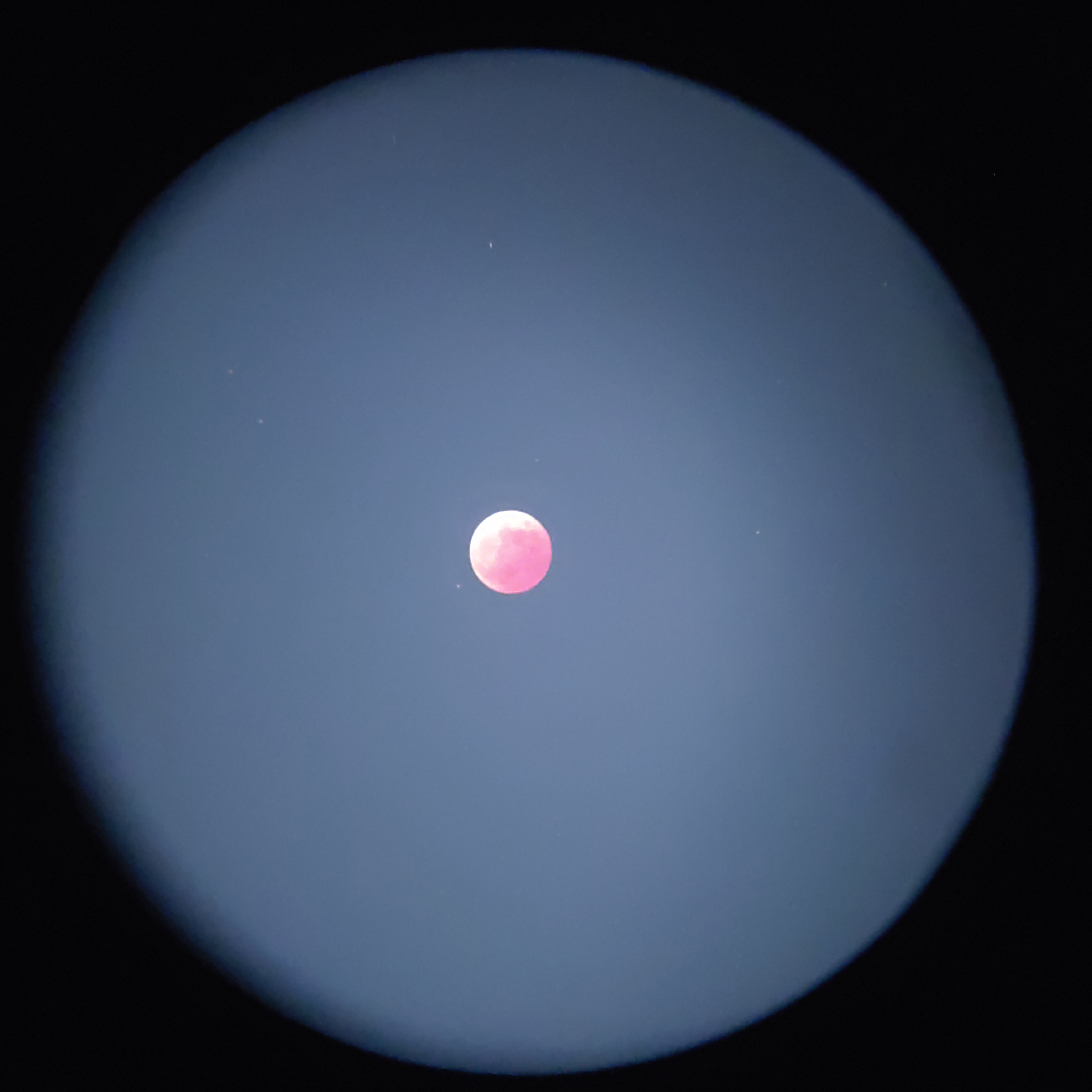
Vista telescópica desde el condado de Changdao, Shangdong, 11:03 UTC
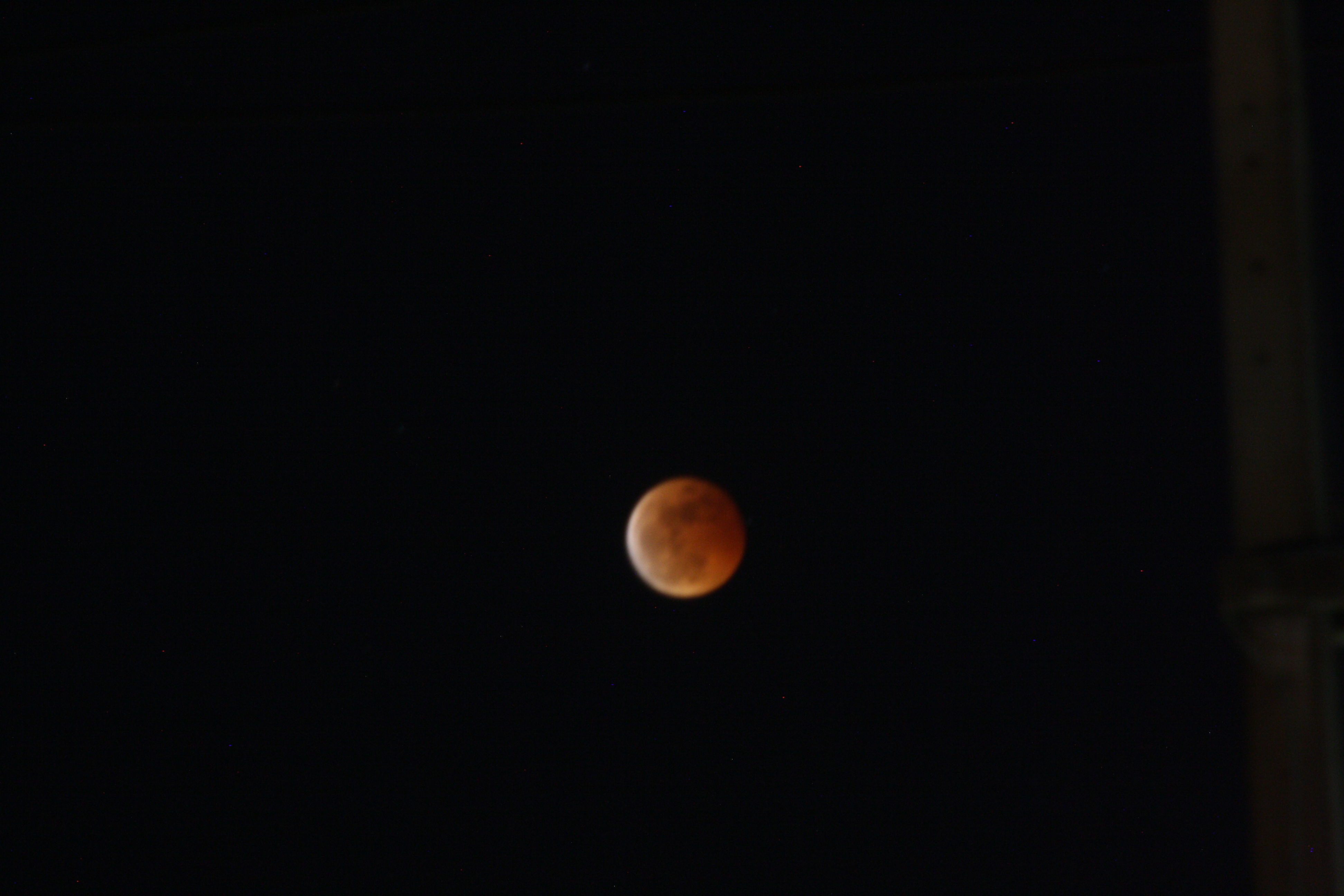
Buriram, Tailandia, 11:15 UTC
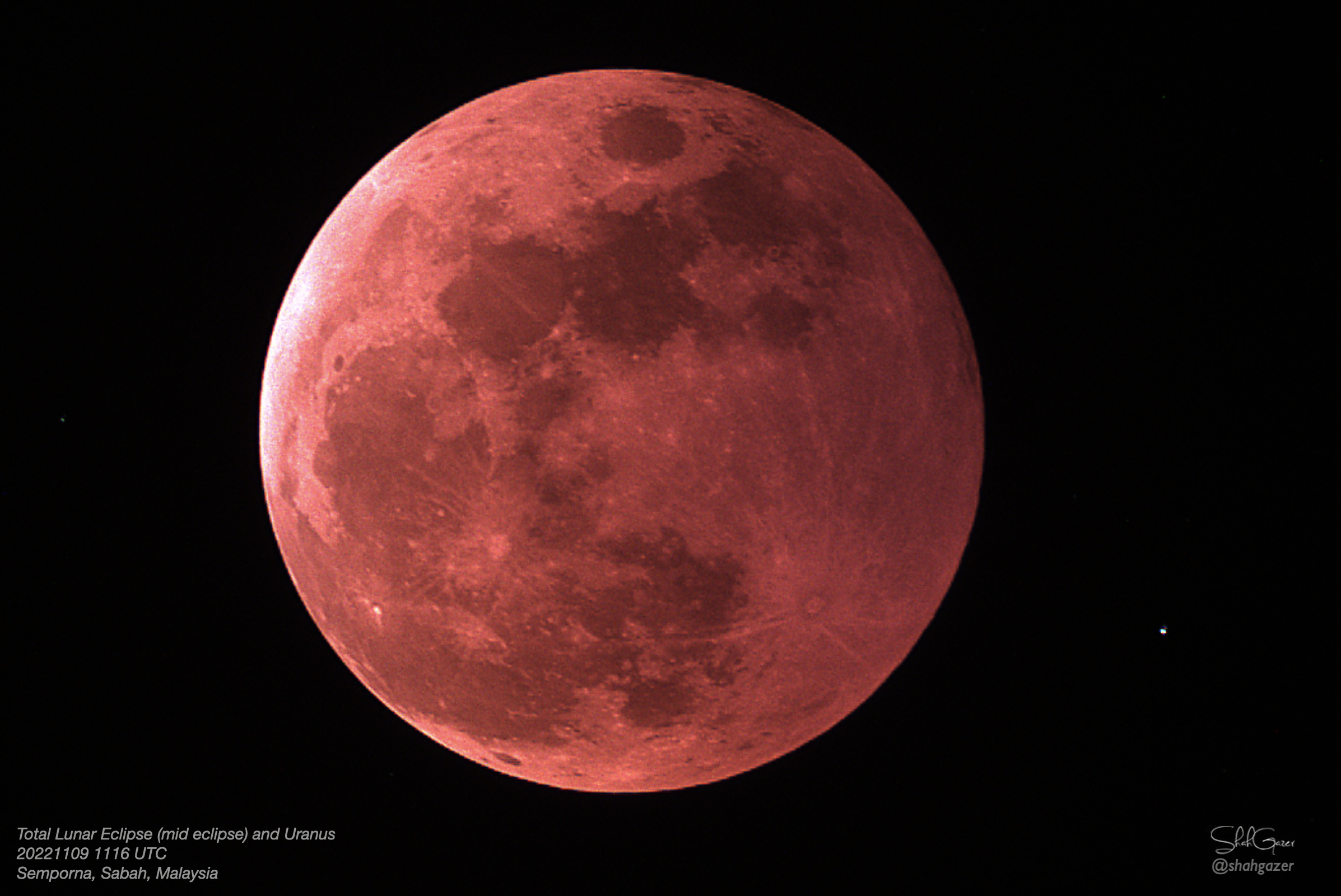
Semporna, Malasia, 11:16 UTC
Palangka Raya, Indonesia, 11:26 UTC
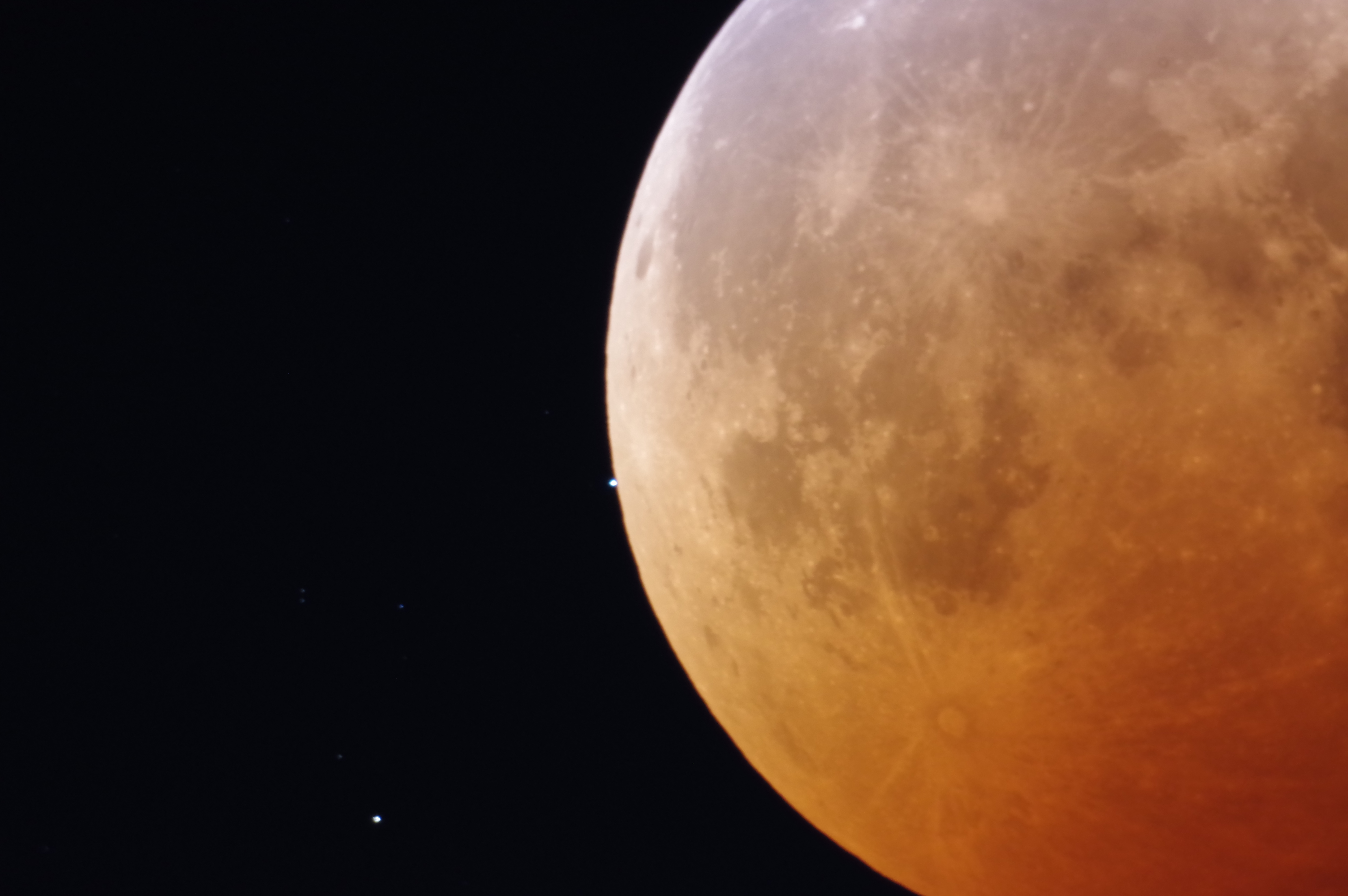
Urano poco después de la ocultación en Gifu, Japón, 11:34 UTC
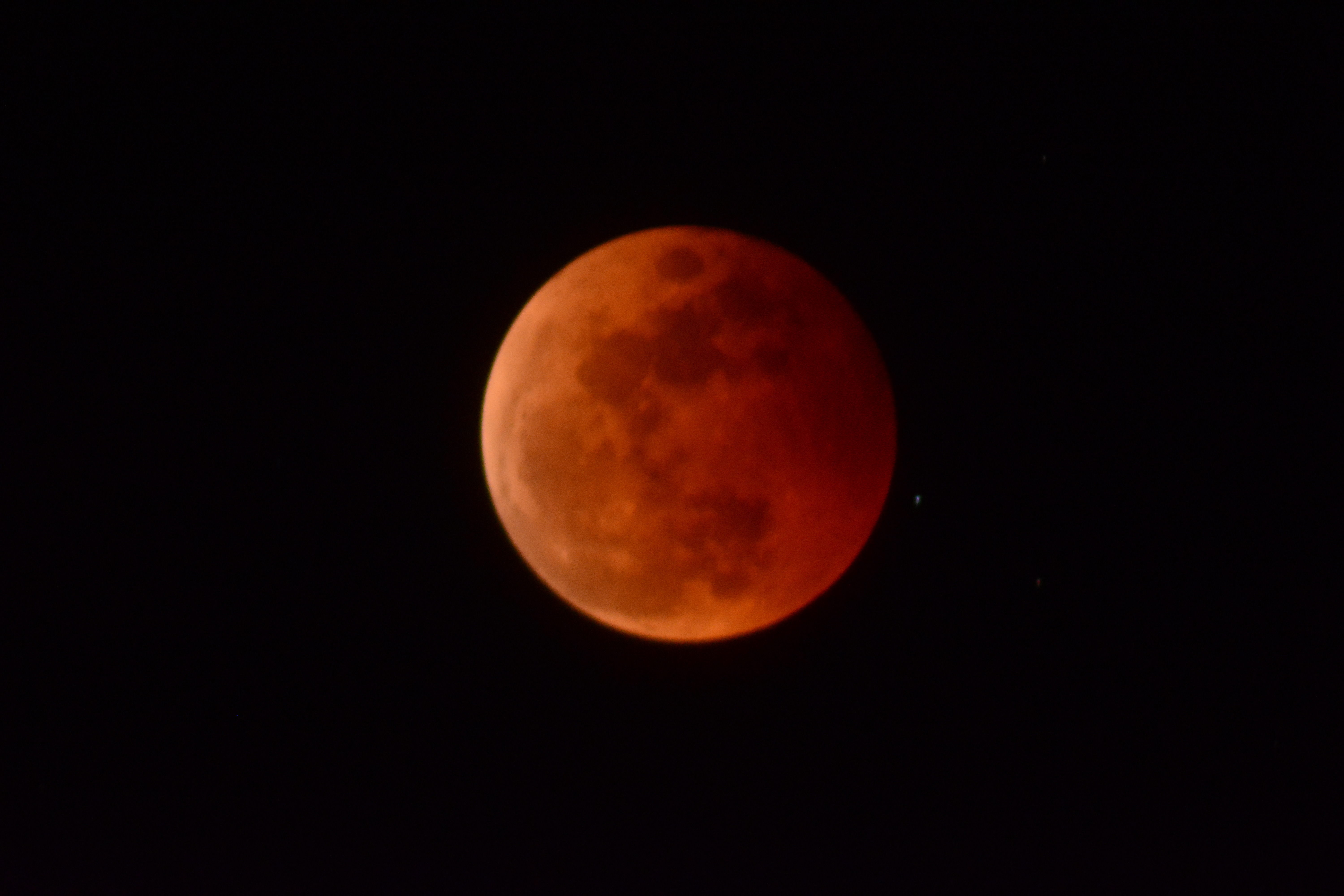
Laguna, Filipinas, 11:35 UTC
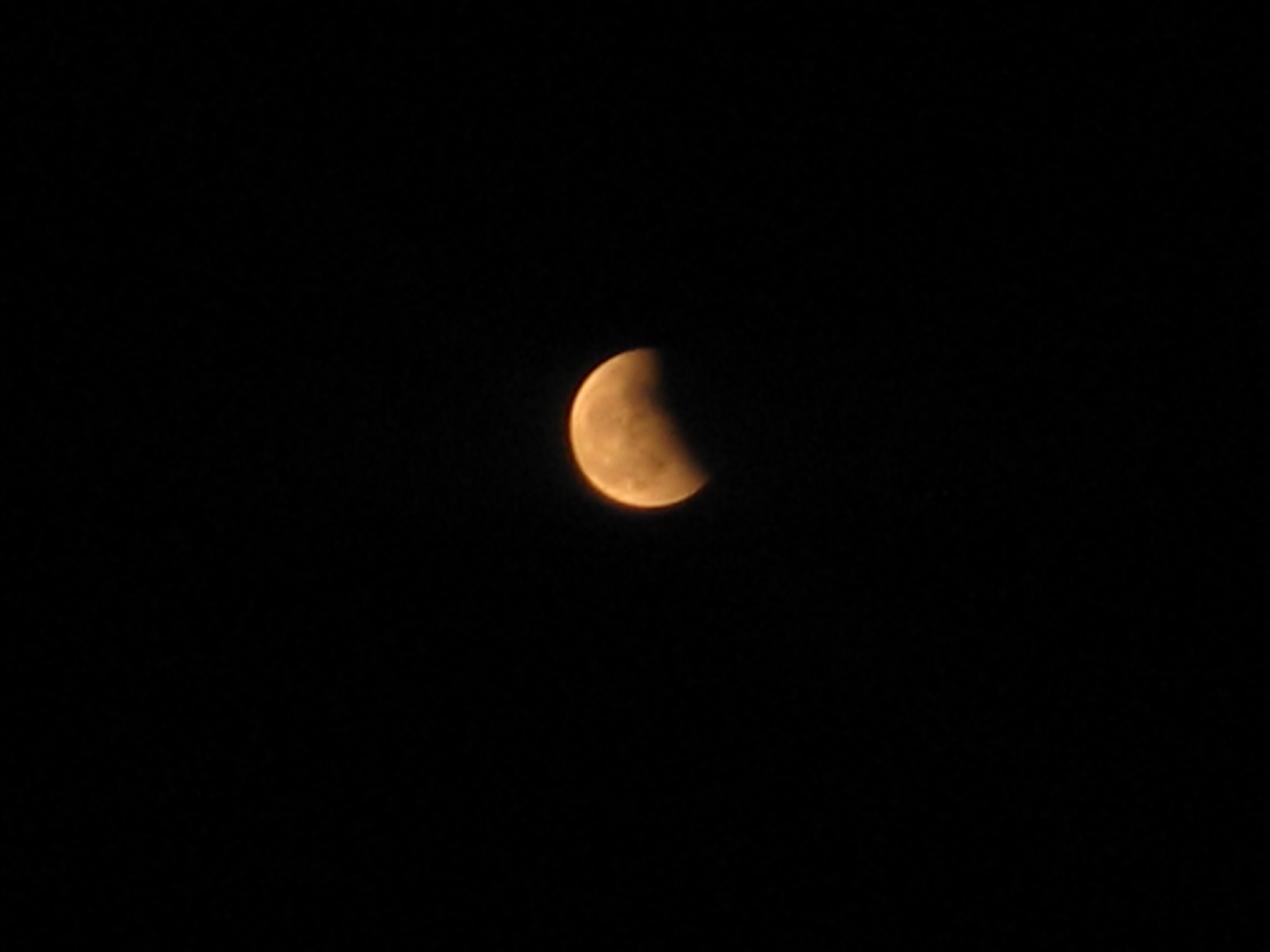
Parcial desde Hefei, China, 12:31 UTC
Fase penumbral en Patancheru, India, 12:55 UTC

## Eclipses relacionados

### Serie del año lunar
| Conjuntos de series de eclipses lunares de 2020 a 2023 | Conjuntos de series de eclipses lunares de 2020 a 2023 | Conjuntos de series de eclipses lunares de 2020 a 2023 | Conjuntos de series de eclipses lunares de 2020 a 2023 | Conjuntos de series de eclipses lunares de 2020 a 2023 | Conjuntos de series de eclipses lunares de 2020 a 2023 | Conjuntos de series de eclipses lunares de 2020 a 2023 | Conjuntos de series de eclipses lunares de 2020 a 2023 | Conjuntos de series de eclipses lunares de 2020 a 2023 |
| ------------------------------------------------------ | ------------------------------------------------------ | ------------------------------------------------------ | ------------------------------------------------------ | ------------------------------------------------------ | ------------------------------------------------------ | ------------------------------------------------------ | ------------------------------------------------------ | ------------------------------------------------------ |
| Nodo descendente                                       | Nodo descendente                                       | Nodo descendente                                       | Nodo descendente                                       |                                                        | Nodo ascendente                                        | Nodo ascendente                                        | Nodo ascendente                                        | Nodo ascendente                                        |
| Saros                                                  | Fecha                                                  | Tipo                                                   | Gamma                                                  | Saros                                                  | Fecha                                                  | Tipo                                                   | Gamma                                                  |                                                        |
| 111                                                    | 5 de junio de 2020                                     | Penumbral                                              | 1.24063                                                | 116                                                    | 30 de noviembre de 2020                                | Penumbral                                              | -1.13094                                               |                                                        |
| 121                                                    | 26 de mayo de 2021                                     | Total                                                  | 0.47741                                                | 126                                                    | 19 de noviembre de 2021                                | Parcial                                                | -0.45525                                               |                                                        |
| 131                                                    | 16 de mayo de 2022                                     | Total                                                  | -0.25324                                               | 136                                                    | 8 de noviembre de 2022                                 | Total                                                  | 0.25703                                                |                                                        |
| 141                                                    | 5 de mayo de 2023                                      | Penumbral                                              | -1.03495                                               | 146                                                    | 28 de octubre de 2023                                  | Parcial                                                | 0.94716                                                |                                                        |
|                                                        |                                                        |                                                        |                                                        |                                                        |                                                        |                                                        |                                                        |                                                        |
| Último conjunto                                        | 5 de julio de 2020                                     | 5 de julio de 2020                                     | 5 de julio de 2020                                     | Último conjunto                                        | Eclipse lunar de enero de 2020                         | Eclipse lunar de enero de 2020                         | Eclipse lunar de enero de 2020                         |                                                        |
|                                                        |                                                        |                                                        |                                                        |                                                        |                                                        |                                                        |                                                        |                                                        |
| Siguiente conjunto                                     | 25 de marzo de 2024                                    | 25 de marzo de 2024                                    | 25 de marzo de 2024                                    | Siguiente conjunto                                     | 18 de septiembre de 2024                               | 18 de septiembre de 2024                               | 18 de septiembre de 2024                               |                                                        |